# Esgaroth
Jezerní město (anglicky Lake-town), známý též jako Esgaroth, je lidmi obývané sídlo nacházející se na severovýchodě Rhovanionu ve fiktivním světě J. R. R. Tolkiena Středozemi. Nejvíce je popsáno v Tolkienově knize Hobit aneb cesta tam a zase zpátky.

## Popis
Esgaroth je dřevěné město, které bylo vystavěno na kůlech zapuštěných do dna Dlouhého jezera. Jeho obyvatelé se živili obchodem po Bystré řece, po níž obchodovali s elfy z Temného hvozdu, lidmi z Dolu a trpaslíky z Ereboru. Lidé z Jezerního města využívali k dopravě po Dlouhém jezeře svých člunů. Město bylo s břehem spojeno dřevěným mostem, který byl v případě nebezpečí stržen. V čele Esgarothu nestál král, nýbrž volený starosta. 

## Role v příběhu
Lidé žijící v Esgarothu se odjakživa živili především rybařením a obchodem mezi Osamělou horou a Temným hvozdem. Když roku 2770 vyplenil drak Šmak Erebor a Dol, uprchlo mnoho přeživších právě do města na Dlouhém jezeře. V roce 2941 třetího věku dorazila do Jezerního města výprava trpaslíka Thorina Pavézy. Obyvatelé Esgarothu trpaslíky vřele přijali a Thorina uvítali jako navrátivšího se krále pod Horou. S poníky a doplněnými zásobami pokračovali trpaslíci směrem k Ereboru. Výprava probudila draka, který správně vytušil, že trpaslíkům museli na jejich cestě k hoře pomoci lidé z Jezerního města. Proto Šmak v noci přepadne Esgaroth. Lidé statečně brání své domovy a Bard Lučištník Girionův dědic svým šípem draka smrtelně raní. Zasažený Šmak padne na hořící město, které ve smrtelných křečích rozmetá na kusy. Přeživším lidem poskytnou pomoc elfové. Vojska obou ras pochodují k Ereboru, aby zjistili, co zbylo z drakova pokladu. Pyšný Thorin se však odmítne o zlato rozdělit a mezi oběma stranami téměř dojde k boji. Trpaslíci se s lidmi a elfy spojí až poté, co dorazí zpráva o blížícím se vojsku skřetů. Dojde k bitvě pěti armád, ve které lidé, elfové a trpaslíci slavně vítězí. Po boji si spojenci rozdělují drakův poklad. Starosta Jezerního města s částí zlata uprchl a ztratil se v divočině. Na jeho místo byl s pomocí čaroděje Gandalfa zvolen nový. Bard Lučištník odvedl část svého lidu k Osamělé hoře, kde opět založil město Dol, které díky pomoci trpaslíků začalo rychle prosperovat. Jezerní lidé žili nějaký čas v míru, avšak po znovupovstání Saurona na konci třetího věku přišla do této oblasti znovu válka. Sauronem ovládaní zlí lidé z východu napadli roku 3019 Osamělou horu a město Dol, načež došlo k bitvě. S pádem Temného pána a nastolením Obnoveného království zavládl mír.